# Коскулл, Аврора Вильгельмина
Аврора Вильгельмина Коскулл (швед. Aurora Wilhelmina Koskull; 22 ноября 1778 ― 19 февраля 1852) ― фрейлина при шведском дворе и хозяйка салона в Стокгольме.
Была дочерью придворного барона Отто Андерса Коскулла и Амалии Беаты Сильфверспарре. В 1797 году стала одной из первых фрейлин, приставленных к новой королеве Швеции, Фредерике Баденской. В 1800 году незамужние фрейлины королевы были уволены королём из-за их участия в ряде скандалов. Обедневшая Аврора Вильгельмина переехала в дом к своей тётке, Ульрике Катарине Коскулл и её супругу графу Магнусу Фредрику Браге.
Пела в постановках любительского театрального общества принцессы Шарлотты в 1802 году во дворце Розерберг. Когда принц Уильям Фредерик находился в Стокгольме в 1802―1803 годах, ходили слухи об их романе. По словам принцессы Шарлотты, Уильям Фредерик сказал ей: «если она [Аврора Вильгельмина] была бы вашей дочерью, я бы женился на ней!»
В 1806 году, через полгода после смерти её тети, Аврора Вильгельмина вышла замуж за её вдовца, графа Магнуса. Вместе у них было двое детей, Ульрика Вильгельмина Браге (1808―1836) и Магнус Браге (1810-?). В 1811 году граф Магнус был назначен послом Швеции во Франции, и она была вместе с ним в Париже. Там она привлекла внимание Наполеона, который называл её belle suédoise (красавица-шведка). Позднее стала центральной фигурой аристократической жизни Стокгольма, и сохранила это положение, оставшись вдовой. Она «с благородным достоинством вела наиболее заметный салон, где собирались представители шведской аристократии». Про её заведение говорили, что оно было «школой, где молодежь практиковалась в своих знания об искусстве хорошего общения». Даже будучи в преклонном возрасте она сохраняла «красивый и величественный вид».
Аврора Коскулл приходилась мачехой шведскому риксмаршалу Магнусу Браге (1790—1844).